# Heartless (pel·lícula de 2009)
Heartless és una pel·lícula de terror britànica del 2009 escrita i dirigida per Philip Ridley i protagonitzada per Jim Sturgess, Noel Clarke, Clémence Poésy i Eddie Marsan. Aquesta va ser la primera pel·lícula de Ridley en catorze anys des de La mirada del desconegut de 1995. La pel·lícula va obtenir una recepció positiva per part de la crítica que va elogiar les actuacions i el to atmosfèric fosc que complementava la trama faustiana de pacte amb el dimoni.

## Argument
Jamie Morgan és un fotògraf solitari i amb problemes amb una gran marca de naixement en forma de cor que cobreix gairebé la meitat de la seva cara. Encara és verge als 25 anys perquè tota una vida d'alienació i assetjament l'han deixat incapaç de fer amics o atraure dones. A l'estudi fotogràfic que comparteix amb el seu germà i nebot Lee, coneix l'aspirant model Tia.
Mentre Jamie desenvolupa fotos d'una sessió, nota una cara inquietant que el mira des de la finestra d'una casa. Quan torna a investigar, segueix un home sospitós fins a un grup de vàndals encaputxats al voltant d'un incendi, que emeten crits estranys. Un d'ells veu en Jamie i el crida. En Jamie està sorprès de veure una cara semblant a un llangardaix demoníac sota el capó, amb dents enormes afilades. Amb el temps, en Jamie s'adona d'una sèrie d'assassinats horribles amb còctel molotov que s'han produït al barri. Un testimoni d'un dels assassinats, una nena asiàtica, diu a un periodista de televisió que no portaven màscares; les cares demoníaques eren reals. El veí d'en Jamie i amic A. J. apareix amb una gran ferida que sembla com si fos causada per marques d'urpes. A continuació, apareixen parts del seu cos esquarterat a la zona local.
En Jamie i la seva mare passegen pel barri quan són atacats per la banda demoníaca. La seva mare és immolada mentre en Jamie mira impotent, i ell és colpejat salvatgement i el deixen per mort. Mentre està inconscient a l'hospital, veu un home en el seu somni que diu que l'està esperant. Més tard, rep una trucada telefònica d'un home amb la mateixa veu, i és guiat a l'apartament del Papa B i la seva ajudant Belle, que s'assembla a la nena asiàtica del reportatge de televisió. Papa B ofereix una venda faustiana: en Jamie ha de complir el desig de caos del Papa B amb actes ocasionals de vandalisme a canvi de l'eliminació de les seves marques de naixement. Tot i que el Papa B admet que ell va ser el responsable de la mort de la seva mare com una manera de portar-li en Jamie, ell accepta i es donen la mà. Li diuen a en Jamie que s'immoli amb un còctel molotov per tal de renéixer. En Jamie sobreviu miraculosament i li treu la pell cremada per revelar una pell perfecta i sense taques.
Al principi les coses van bé: una trobada casual amb la Tia porta a un nou confident en Jamie a passar el dia amb ella al parc, on el seu estimat i mort pare li va ensenyar per primera vegada a utilitzar una càmera. Però Papa B ha renunciat al seu negoci i en Jamie ara ha de cometre un assassinat arrancant el cor d'una víctima viva. L'home de les armes tortura en Jamie fins que accepta matar un estafador de carrer. La seva esperança d'una vida millor torna després que ell i la Tia es converteixin en amants. Durant aquest temps, la Belle també va a viure amb en Jamie, després que Papa B la va colpejar en un atac de ràbia. Comença a anomenar en Jamie "Pare" i es converteix en una mica de guia per a ell, explicant amablement i pragmàticament que no té més remei que matar, salvar la seva pròpia vida, i la de la Belle. Però Papa B està indignat per la traïció de la Belle i com a càstig exigeix que en Jamie mati una nova víctima: la Tia.
La Tia demana a en Jamie que posi un àlbum de fotos a la caixa forta de la seva feina, i es revela que la Tia i en Lee pretenien robar les joies de la seva difunta mare. Inicialment, la Tia només volia ajudar a en Lee a accedir a la caixa forta, però va acabar enamorant-se sincerament d'en Jamie. Durant la lluita posterior, Tia és assassinada accidentalment a trets, i en Lee és greument ferit per «She», una líder de banda a la qual li devia diners, i que porta una urpa metàl·lica en lloc d'una mà tallada.
Jamie és perseguit per She, però lluita i el mata. S'adona que una marca a la paret de l'urpa de She s'assembla a la ferida rebuda per A. J. En Jamie li diu a la Belle, que ha aparegut del no-res, que ha de fugir per mantenir-se fora de perill, i ella desapareix. En Jamie es mira en un mirall i veu que la seva marca de naixement ha tornat, i amb això el coneixement que havia estat allà tot el temps, fins i tot mentre festejava la Tia. En Jamie s'enfronta als sequaços de Papa B i els combat, però quan s'enfronta a un dimoni més gran, Papa B, en la seva veritable forma, fuig. Els espectadors han de decidir per si mateixos si Papa B va enganyar a en Jamie sense treure mai la marca de naixement, o si gran part del que va passar va ser producte de la imaginació d'en Jamie.
Després de despertar-se a l'interior, en Jamie surt trontollant. A terra veu diverses màscares amb dents afilades, i alça la vista per veure diversos membres de la banda emmascarats i encaputxats. Però aquestes són màscares ordinàries fetes de sacs, no les cares de dimonis realistes que enJamie ha vist fins ara. Però la pregunta és: aquests són els «dimonis» contra els quals havia estat lluitant fa poc? En Jamie ara recorda ell mateix caminant i parlant amb la Belle; només que ara sembla conversar amb un espai buit. Quan s'adona, un membre de la banda l'atrapa amb un còctel molotov. Mentre es queda quiet i mor cremat, en Jamie té una visió del seu pare, que li diu que només es poden veure les estrelles en la foscor de la nit. No és clar si es tracta d'un record o d'una experiència propera a la mort. En Jamie ascendeix a la llum brillant. La llum s'esvaeix en un camp d'estrelles al cel nocturn, reflectint les paraules pronunciades pel seu pare.

## Repartiment
- Jim Sturgess com a Jamie Morgan
- Noel Clarke com A.J.
- Clémence Poésy com a Tia
- Eddie Marsan com a home d'armes
- Joseph Mawle com a Papa B
- Ruth Sheen com a Marion Morgan
- Timothy Spall com a George Morgan
- Luke Treadaway com a Lee Morgan
- Fraser Ayres com a Vinnie
- Nikita Mistry com a Belle
- Ross McCart com el jove Jamie

## Música
La pel·lícula va incloure una sèrie de cançons originals de les quals el mateix Ridley havia escrit la lletra. La música d'aquestes cançons va ser composta pel col·laborador de sempre de Ridley, Nick Bicât, que havia escrit anteriorment música per a produccions de les obres teatrals i pel·lícules de Ridley. Al lloc web de Nick Bicât s'indica que les cançons havien estat escrites per actuar «com un cor grec, comentant l'acció. Totes les cançons de la pel·lícula. —ja sigui escoltat a la ràdio, en un club, o utilitzat com a part de la partitura».
A més de ser l'actor principal, Jim Sturgess també va cantar dues de les cançons de la banda sonora de la pel·lícula. Quan va parlar de la música de la pel·lícula, Ridley va explicar que Jim Sturgess va escoltar algunes de les cançons i les va encantar. Es va preguntar si, potser, seria correcte que cantés una parella. Per ser sincers, Jim i jo havíem parlat d'aquesta possibilitat molt abans (el talent d'en Jim és il·limitat. A més de ser un dels millors actors del món, també és un gran cantant… per no parlar del compositor, poeta, la llista continua!). Al principi, tots dos havíem acordat que probablement no seria correcte. Però a mesura que la pel·lícula avançava, i l'exploració de la ment d'en Jamie a la pel·lícula es tornava cada cop més obsessiva… bé, semblava que tenia tot el sentit que Jim interpretés les dues cançons més rellevants per a l'estat d'ànim d'en Jamie: el tema musical, Heartless, i Another Me.»
El primer àlbum de la banda sonora de la pel·lícula, anomenat Heartless - es va distribuir l'1 de gener de 2010 i posteriorment en línia 17 de maig de 2010 per Universal Music Digital Services i contenia totes les cançons, la llista de les quals es mostra a continuació:
1. Heartless (cantat per Jim Sturgess)
2. This Is the World We Live In (antat per Joe Echo)
3. What Skin Is All About (cantat per Joe Echo)
4. The Other Me (cantat per Jim Sturgess)
5. Lie to Me (cantat per Joe Echo)
6. It Must Be Somewhere (cantat per Mary Leay)
7. The Darker It Gets (cantat per Joe Echo)
8. In You Are All the Stories (cantat per Joe Echo)
9. Beautiful (cantat per Joe Echoe)
10. Phoenix in Dynamite Sky (cantat per Joe Echo)
11. Heartless (cantat per Jim Sturgess)
12. Heartless (Instrumental)

Un altre àlbum de la banda sonora - Heartless (Original Motion Picture Soundtrack) - va ser llançat per MovieScore Media el 21 de juny de 2011 i contenia la música orquestral de David Julyan utilitzada a la pel·lícula, la llista de la qual es mostra a continuació:
1. Heartless: Main Titles
2. Demons in the Dark
3. Journey to Cendrillon
4. Papa B
5. New Skin
6. Weapons Man
7. Magical Tree
8. It's Ten O'Clock
9. You're Beautiful
10. Papa B Returns
11. Run, Jamie, Run!
12. I'm Not Afraid
13. So Many Stars
14. Into the Dark

## Estrena
La pel·lícula es va estrenar el 31 d'agost de 2009 al Film 4 del Fright Fest. La pel·lícula també es va mostrar com a part del Festival de Cinema de Cork de 2009 i com a part del FanTasia 2010.
La pel·lícula va ser destacada per ser una de les primeres pel·lícules britàniques a tenir gairebé una estrena multiplataforma simultània, s'estrenava als cinemes el 21 de maig i es va distribuir en DVD, Blu-ray i descàrrega digital només quatre dies després, el 25 de maig de 2010.
Des de llavors, la pel·lícula s'ha llançat com a lloguer digital al reproductor BFI.

## Recepció crítica
Heartless va rebre crítiques generalment positives de la crítica. Al lloc web de l'agregador de ressenyes Rotten Tomatoes, el 77% de les crítiques de 39 crítiques són positives, amb una valoració mitjana de 5,9/10. El consens del web diu: Intel·ligent, ben interpretada i inquietant, Heartless marca un retorn sobretot satisfactori a les emocions de gènere per a l'escriptor i director Philip Ridley. Gary Goldstein de Los Angeles Times va acreditar a la pel·lícula tant a Jim Sturgess per tenir «una presència fantàstica», com al director Philip Ridley per la seva atractiva banda sonora i la seva direcció visual fosca que «fins i tot en els seus aspectes més aparentment estranys continua sent intrigant i implicant.» Joe Leydon de Variety va elogiar la pel·lícula per les actuacions tant de Sturgess com de Marsan i la direcció d'escenes que emeten un to repetitiu, concloent que: «Aquí hi ha més estat d'ànim que matèria, però les atmosfèriques de suspens distreuen efectivament dels petits forats de la trama».
Nathan Rabin de The A.V. Club va donar a la pel·lícula una «B-», acreditant la seva història moral de la segona part i les breus aparicions de Marsan i Spall, però va sentir que es veu obstaculitzada per la primera meitat amb el seu «ritme lent, el to complex i els personatges poc desenvolupats», concloent que «Ridley és un mestre de l'atmosfera i l'estat d'ànim, però les seves fantàstiques idees requereixen un protagonista fort que no es defineix primer per la seva marca de naixement, després per la seva absència.» Ben Rawson-Jones de Digital Spy va sentir que la pel·lícula va malgastar el seu repartiment principal amb una trama prometedora que es va executar a mitges amb elements de terror fallits i diàlegs que telegrafien la història, dient que: «La forma i el contingut coincideixen perfectament a Heartless. Tots dos estan terriblement desesperats». Va donar a la pel·lícula 1 estrella sobre 5. Nick Schager de Slant Magazine va criticar Ridley per crear una pel·lícula faustiana amb un protagonista amb el cap buit, elements argumentals telegrafiats, temes morals barrejats i un tercer acte confús, donant a la pel·lícula 1 estrella sobre 4.

## Premis
Millor actor 

| Any  | Cerimònia de premi                                           | Categoria                                       | Receptor      | Resultat  |
| ---- | ------------------------------------------------------------ | ----------------------------------------------- | ------------- | --------- |
| 2010 | Méliès International Festivals Federation                    | Méliès d'Or                                     | Heartless     | Nominat   |
| 2010 | Festival de Cinema de Toronto After Dark                     | Premi Vision a la millor pel·lícula independent | Heartless     | Guanyador |
| 2010 | Fantasporto                                                  | Grande Prémio                                   | Heartless     | Guanyador |
| 2010 | Fantasporto                                                  | Millor director                                 | Philip Ridley | Guanyador |
| 2010 | Fantasporto                                                  | Jim Sturges                                     | Guanyador     |           |
| 2009 | Festival Internacional de Cinema de Leeds                    | Premi Méliès de Plata                           | Heartless     | Guanyador |
| 2009 | XLII Festival Internacional de Cinema Fantàstic de Catalunya | Millor pel·lícula                               | Heartless     | Nominat   |